# İlhan Özbay
İlhan Özbay (* 19. September 1982 in Şefaatli, Yozgat) ist ein ehemaliger türkischer Fußballspieler und -trainer.

## Spielerkarriere
İlhan Özbay begann mit dem Vereinsfußball in der Jugend von Yozgatspor. 2000 erhielt er hier einen Profivertrag, spielte aber eine Saison überwiegend für die Reservemannschaft. Erst im März 2001 wurde er ins Profi-Kader involviert und machte so fünf Süper-Lig-Spiele. Seine zweite Saison bei Yozgatspor fing er wieder bei der Reservemannschaft an, wurde aber dann ab November ins Profi-Team geholt und spielte durchgängig bis zum Saisonende.
Da Yozgatspor zum Ende der Spielzeit 2001/02 den Klassenerhalt verpasste, wechselte Özbay innerhalb der Liga zu Gaziantepspor. Hier schaffte er Auf Anhieb den Sprung in die Startformation und schaffte mit seiner neuen Mannschaft zum Saisonende den vierten Tabellenplatz. Nachdem er hier bis zur Winterpause 2005/06 gespielt hatte, verließ er Gaziantepspor und ging zum Ligakonkurrenten Kayseri Erciyesspor. Ausschlaggebend für diesen Wechsel war die Trainereinstellung Hüseyin Kalpars. Kalper erklärte, dass er nicht mit Özbay plane. Zum Saisonende verließ Kalpaer Gaziantepspor und so holte man Özbay ins Team zurück.
Bei Erciyesspor wurde er auf Anhieb ein Leistungsträger. Nachdem sein Verein in der Spielzeit 2006/07 die Klasse nicht halten konnte, hielt er für die kommende Saison seinem Verein die Treue und spielte fortan zweitklassig.
Im Februar 2008 übernahm sein alter Trainer Nurullah Sağlam bei Gaziantepspor erneut den Trainerposten und holte als eines seiner ersten Amtshaltungen Özbay als Leihgabe zurück. Zum Saisonende verließ Özbay Gaziantepspor und verlängerte seinen Vertrag mit Erciyesspor. Im Januar 2009 wechselte er dann samt Ablösesumme erneut zu Gaziantepspor.
Zur neuen Saison wurde mit José Couceiro ein neuer Trainer eingestellt. Nach dem Vorbereitungscamp sortierte dieser Özbay zur anstehenden Saison aus. So wechselte Özbay zum Zweitligisten Bucaspor. Sein Aufenthalt bei Bucaspor dauerte lediglich eine halbe Saison. Özbay wechselte dann innerhalb der Liga zu Sakaryaspor. Mit seinem neuen Verein gelang ihm dann der Klassenerhalt nicht, so spielte Özbay in der Saison 2010/11 in der dritthöchsten türkischen Liga.
In der Winterpause der Spielzeit 2011/12 einigte er sich mit dem damaligen türkischen Zweitligisten Mersin İdman Yurdu SK und wechselte in die TFF 1. Lig. Er wurde hierher auf Wunsch des Trainers Nurullah Sağlam geholt, mit dem Özgür bereits bei Gaziantepspor zusammenarbeitete. Bei Mersin İY eroberte er sich auf Anhieb einen Stammplatz im Profi-Team. Die Saison 2010/11 schloss er mit seiner Mannschaft als Meister der 1. Lig ab und erreichte so den direkten Aufstieg in die Süper Lig. Nach Auslaufen seines Vertrages zum Saisonende 2011/12 verließ er Mersin İY. 
Zum Sommer 2012 wechselte er zum Zweitligisten Denizlispor. Doch nach nur einem Monat wurde der Vertrag im gegenseitigen Einverständnis aufgelöst. In der Saison 2013/14 spielte er für den Amateurverein Sorgun Belediyespor und beendete im Sommer 2104 hier seine Karriere.

## Trainerkarriere
Direkt im Anschluss an seine Spielerlaufbahn übernahm er seinen letzten Klub Sorgun Belediyespor als Cheftrainer.